# Herman Sandy
Pour les articles homonymes, voir Sanders et Sandy.
 (août 2024).
La mise en forme du texte ne suit pas les recommandations de Wikipédia : il faut le « wikifier ».
Les points d'amélioration suivants sont les cas les plus fréquents :
- Les titres sont pré-formatés par le logiciel. Ils ne sont ni en capitales, ni en gras.
- Le texte ne doit pas être écrit en capitales (les noms de famille non plus), ni en gras, ni en italique, ni en « petit »…
- Le gras n'est utilisé que pour surligner le titre de l'article dans l'introduction, une seule fois.
- L'italique est rarement utilisé : mots en langue étrangère, titres d'œuvres, noms de bateaux, etc.
- Les citations ne sont pas en italique mais en corps de texte normal. Elles sont entourées par des guillemets français : « et ».
- Les listes à puces sont à éviter, des paragraphes rédigés étant largement préférés. Les tableaux sont à réserver à la présentation de données structurées (résultats, etc.).
- Les appels de note de bas de page (petits chiffres en exposant, introduits par l'outil «  Source ») sont à placer entre la fin de phrase et le point final[comme ça].
- Les liens internes (vers d'autres articles de Wikipédia) sont à choisir avec parcimonie. Créez des liens vers des articles approfondissant le sujet. Les termes génériques sans rapport avec le sujet sont à éviter, ainsi que les répétitions de liens vers un même terme.
- Les liens externes sont à placer uniquement dans une section « Liens externes », à la fin de l'article. Ces liens sont à choisir avec parcimonie suivant les règles définies. Si un lien sert de source à l'article, son insertion dans le texte est à faire par les notes de bas de page.
- La présentation des références doit suivre les conventions bibliographiques. Il est recommandé d'utiliser les modèles {{Ouvrage}}, {{Chapitre}}, {{Article}}, {{Lien web}} et/ou {{Bibliographie}}. Le mode d'édition visuel peut mettre en forme automatiquement les références.
- Insérer une infobox (cadre d'informations à droite) n'est pas obligatoire pour parachever la mise en page.

Pour une aide détaillée, merci de consulter Aide:Wikification.
Si vous pensez que ces points ont été résolus, vous pouvez retirer ce bandeau et améliorer la mise en forme d'un autre article.
Herman Sanders, dit Herman Sandy, né le 15 novembre 1921 à Bruxelles et mort le 13 mai 2020, est un trompettiste belge de jazz. Il est considéré par Marc Danval comme « incontestablement, un des maîtres de la trompette en Belgique ».

## Biographie
Herman Sandy découvre un intérêt pour le jazz à quinze ans. Sa première rencontre avec ce style est un 78 tours de Georgia on my mind de Nat Gonella, avant de rencontrer Léon Demol, à la tête d'une énorme collection de disques et d'un groupe de passionnés de jaz.

En 1939, le grand-père de Sandy lui achète sa première trompette et l'inscrit pour cent-quatre leçons pratiques aux cours du dimanche matin à l'Académie de Musique de Saint-Gilles. Le jeune Herman y reçoit alors les conseils et préceptes des trompettistes Louis de Haes, Franz Wangermée et Gus Deloof. Ce dernier, impressionné par les dons du jeune homme, entreprend de lui inculquer gratuitement les rudiments du jazz, hors académie. Par ailleurs, Sandy n'a pas appris la trompette de manière traditionnelle ; il a d'abord appris des chorus simples et faciles avant d'acquérir la technique et s'est forgé un grand lexique auditif à propos duquel il dira :
« La musique est un langage. Un langage riche, coloré, universel. Le jazz, particulièrement, est un langage du cœur et de l’esprit. Je l’ai assimilé par l’audition massive de disques des solistes les plus réputés. Je me suis efforcé de comprendre ce qu’ils voulaient exprimer. Lorsque j’y suis parvenu, j’ai essayé d’exprimer comme eux ce que je ressentais. A tous les musiciens de jazz qui désirent sortir de l’ornière, je recommande le disque comme seule véritable nourriture spirituelle ».
Sandy est le meilleur ami de l'harmoniciste de jazz Toots Thielemans dont il a trouvé le nom de scène : « A mon meilleur ami, Herman “Le Sage” qui me fit et pour qui je serai toujours Toots. ».Le trompettiste est également à l'origine du surnom « Bodash » du batteur Léon Demeuldre.
Herman Sandy fait partie des lauréats des référendums 1948-1949, 1951-1952 et 1952-1953 du Hot Club de Belgique.
Il prend sa retraite en mars 2005, à l'âge de 84 ans. Un article de 1947 dans L'Actualité Musicale préfigurait : « Poète spontané du jazz, Herman Sandy est naturellement idéaliste. Aussi préférera-t-il abandonner le métier lorsqu’il ne lui sera plus permis de jouer la musique qu’il aime. […]. Fanatique idéaliste qui préfère disparaître plutôt que trahir sa foi. »

## Style et influences
Herman Sandy est inspiré par Kenny Dorham, Miles Davis, Chet Baker, Dizzy Gillepsie et Clifford Brown, Buck Clayton, Muggy Spanier, Taft Jordan, Louis Armstrong, Howard Mc Ghee, Fats Novarro, Tommy Ladnier, Cootie Williams et Lester Young. Lorsqu'un critique de jazz fit écouter un enregistrement de Sandy à Don Byas, il crut que le trompettiste était son ami Buck Clayton avec qui il a joué pendant plus d'un an mais il s'agissait bien de Sandy. L'influence de Buck Clayton dans son jeu est donc évidente.
Sandy a toujours prêché de se limiter à un style bien défini mais il évolue depuis le Dixieland et le Middle-jazz de ses débuts, vers le New-Orleans, le Bop et le Cool. Il a d'ailleurs ouvert la voie à une nouvelle génération de trompettistes, de Richard Rousselet à Bert Joris.

## Orchestres et concerts
En 1941, Herman Sandy joue, en tant que trompettiste amateur, dans l'orchestre de Big Johnet celui de Henri van Bemst. Il débute ensuite, en 1943, sa carrière de trompettiste professionnel dans la formation d'Ivon de Bie au Corso. La même année, Charlie Calmeyn fonde le Big Band de Belgique avec Herman Sandy, Raoul Faisant, Roger Rose, Gene Kempf et Bill Alexandre. Sandy fait également partie d'un septet, crée en 1943 par Henri van Bemst, avec, entre autres, Léon « Bodash » Demeuldre.
Par ailleurs, entre 1942 et 1945, Herman Sandy joue clandestinement dans un club nommé le « Kott », au 25 rue des Moineaux à Bruxelles. Le jazz américain et le chant en anglais sont prohibés pendant la guerre ; le reste du répertoire jazz ne l'est pas mais il est dénaturé, contrôlé et censuré. Dès lors, pour déjouer les manœuvres de la Gestapo, la sonnette du « Kott » porte le nom « Herjapoléon », contraction de Herman Sandy, Jacky Thunis, Podoum (Léon Demol), et Léon Demeuldre, fondateurs du club. Différents jazzmen amateurs se rejoignent en secret dans ce « temple dont l’autel était un pick-up et les hosties des disques américains » pour jouer des jam-sessions, discuter de jazz et organiser des séances de cinéma clandestines. Après la Libération, le club donne naissance aux Jumping Jivers,, orchestre composé de Herman Sandy, Gene Kempf, Raymond Lauwers, Jacky Thunis,, Franz André et André « Le Baron » Meersch. Le groupe se différencie des autres orchestres belges de l'époque par son important esprit collectif et sa cohésion dans l'improvisation. Il s'agit d'un petit orchestre d'avant-garde, rapidement rebaptisé Le Jazz Hot en référence au titre du livre de Hugues Panassié, paru en 1934. Ils jouent dans les dancings, les restaurants et les clubs réputés de Bruxelles et du littoral. A la fin de l'année 1944, Sandy obtient également un contrat à La Marée à Bruxelles.
En 1945, Le Jazz Hot fait une tournée en Allemagne, notamment pour les troupes américaines, et en Tchécoslovaquie avec Jimmy McPartland, avant de jouer à l'occasion de l'ouverture du Duc de Buckingham à Blankenbergue en juin 1946, accompagnant la lady crooner Martha Love. Simultanément, Sandy joue avec les grands ensembles de l’époque, se produisant dans les clubs, cafés, restaurants et dancings.
En 1948, Jack Sels forme un grand orchestre de style « bopisant » avec les jazzmen américains Jay Cameron et Nat Peck et les avant-gardistes belges de l'époque, Herman Sandy, Bobby Jaspar, Nicolas Fissette, Christian Kellens, Roger Asselberghs, Francis Coppieters, Jean « Ray » Warland et John Ward. Du 22 au 28 février de la même année, l'orchestre de Jean Leclère, composé de Herman Sandy, Bobby Jaspar, Jacques Pelzer, Toots Thielemans, Pierre Robert, Fick Geets, Geo Stee, et Sadi Lalment, joue au Festival international du Jazz de Nice, auquel participe également Louis Armstrong.
En 1949, Sandy fait partie du All Stars Bob Orchestra fondé par Jack Sels avec Bobby Jaspar, Roger Asselberghs, Nicolas Fissette, Christian Kellens, Francis Coppieters, Jean « Ray » Warland et John Ward.
En novembre 1957, Sandy joue au Cosmopolite avec son nouveau sextet composé de Willy Albimoor, Pol Dubois, Johnny Peret, Constant Letellier, et Roger Asselberghs. Le 20 décembre de la même année, au Théâtre Patria à Bruxelles, ils jouent, accompagnés de la chanteuse Yetty Lee, la première partie d'un concert auquel participaient Kenny Clarke, Barney Wilen, René Utreger, Pierre Michelot et Miles Davis. Sandy termine son set par You and the night and the music, qui sera complimenté par Davis.
En 1957-1958, Herman Sandy réalise une tournée en Afrique pour les Jeunesses Musicales en tant que membre de Léo Souris and his Five Cats (Léo Souris, Herman Sandy, Jacques Pelzer, René Goldstein, Jo de Muynck et Eddie Busnello). Ils se produisent notamment à Léopoldville en janvier 1958 et avaient déjà donné des concerts à Eisden en octobre 1956 et à Saint-Trond en janvier 1957.
Sandy joue également dans le septet de Bill Alexandre au Boeuf sur le Toit à Bruxelles avec, entre autres, Freddy Lhost, Philippe Decae, John Ward et Jean Warland. Cet ensemble est considéré comme le premier groupe européen de style be-bop et est sacré « Meilleur groupe de be-pop d’Europe » par le magazine anglais Melody Maker.
À partir de 1982, Sandy travaille avec ses trois formations. La première, le Brussel's Jazz Gang, sextet composé d'André Knaepen, Constant Letellier, Jean Fanis, Nicolas Kletchkovsky et Vivi Maerdens, joue des concerts, entre autres à Namur (Piano Bar, 1983) , Gand (Kroegentocht, 1985), Bruxelles (L'Os à Moelle, 1986 ; Le Meir, 1988 ; Brosella, 1993) et Paris (Le Caveau de la Huchette, 1989). Sa deuxième formation, le Easy Listening Jazz Quartet, joue plutôt dans les clubs et les cabarets. Elle est composée de Pol Dubois, Hervé Capelle et Jean Fanis, plus tard remplacés par Jean Haurez, José Bedeur et Rudy Frankel (dont José Wampach prendra finalement la place). Ils se produisent entre autres à Bruxelles (Café Henry, 1986 ; Paradoxe, 1987 ; Anspach Expo Center, 1991) et à Linkebeek (La Laiterie, 2003). Sa troisième formation, le Herman Sandy Quintet, quant à elle composée de Vivi Mardens, José Bedeur, Jean Haurez et José Wampach se produit, entre autres, à Namur (Piano Bar, 1986), à Chapelle-lez-Herlaimont (Festival international de Jazz, 1987), Bruxelles (Jazz Jette June, 1993 ; Majestic, 2000). C'est avec ce groupe que Sandy donne son dernier concert, « Five is a crowd », le 6 mars 2005 et prend alors sa retraite, non sans avoir, en fin de carrière, travaillé avec le Retro Jazz Group (Constant Letellier, Joop Aryal, Johnny Hot, Walter De Weerdt, Paul Dubois et Alain Coppi) et présenté le « Jazz for fun » avec Pierre Bogner, Gregoire Perilleux, Robert Pernet et Daniel Zanello.

## Radio et télévision
Herman Sandy est engagé à la RTB dans l'orchestre de Léo Souris, avant de jouer durant six ans dans le grand orchestre de la RTB-Télévision formé par Henri Segers jusqu'en 1965, pour ensuite rejoindre le grand orchestre de la RTB dirigé par Francis Bay (puis par Freddy Sunder), dans lequel il joue pendant dix-sept ans. Il n'interrompt toutefois pas ses autres activités musicales et reste, par exemple, toujours omniprésent aux thés dansants des grands magasins et participe à des tournées en Tchécoslovaquie et Yougoslavie avec Léo Souris et Henri Segers.
En juin 1951, Albert Bettonville consacre à Sandy une émission dans « Jazz vivant » ; son orchestre est composé d'Alex Scorier, Léo Souris, René Goldstein et Léon « Bodash » Demeuldre.
En juin 1954, Sandy fait partie d'un orchestre qui joue au Festival de Jazz Moderne à Liège, dans le cadre des émissions « Jazz pour Tous » de Nicolas Dor et Jean-Marie Peterken. Il joue, en 1956, pour la même émission, avec le Léo Souris New Jazz Group. Ceux-ci animent également le dernier « T.V. Blues » en 1957, puis la nouvelle émission « Méli-Mélo ».
Sandy a également participé, avec Henri Carels et Jacques Pelzer, à la série « Innovation en jazz », supervisée par Carlos de Radziztky et Albert Bettonville.

## Discographie sélective
| Date de parution | Orchestre                              | Crédits | Titre du disque                                       | Label              |
| ---------------- | -------------------------------------- | --- | ----------------------------------------------------- | ------------------ |
| 1943             | Septette Van Bemst                     | Germain Declercq, Henri Van Bemst, Léon Demeuldre, Léon Demol, Marcel Mortier, Walter Bossaerts, Herman Sandy | Improvisation En Si Bemol / Complainte                | Hot                |
| 1955             | Herman Sandy's Quartet                 | Ray Warland, Freddy Rottier, Léon Demol, Jean Fanis, Herman Sandy | Herman Sandy Innovation Jazz 3                        | Innovation en Jazz |
| 1958             | Herman Sandy Quintet (titres B1 et B4) | Roger Asselberghs, Paul Dubois, George Perret, Willy Albimoor, Constant Letellier, Herman Sandy | Jazz in Little Belgium                                | Decca              |
| 1969             | Sadi And His Big Band                  | Christian Vanspauwen, Etienne Verschueren, Jose Paessens, Roger Van Haverbeke, Frédéric Rottier, Nick Kletchkovsky, Philippe Decae, Marcel De Bruyne, Albert Godfrinne, Constant Letellier, Albert Mertens, Frans Bastaens, Hubert Kalkman, Leopold Delanoit, Edmond Harnie, Janot Morales, Nicolas Fissette, Sadi, Herman Sandy | Super Stereo Brazen Brass                             | Polydor            |
| 1981             | Brussel's Jazz Gang                    | Constant Letellier, André Knaepen, Jean Fanis, Ferry Devos, Vivi Mardens, Herman Sandy | The Talent Of Herman Sandy And His Brussels Jazz-Gang | Jazz Club          |
| 1982             | Herman Sandy                           | Constant Letellier, Alex Scorier, André Knapen, Jean Fanis, Philippe Decae, Ferry Devos, Paul Dubois, Vivi Mardens, Rudy Frankel, Herman Sandy | The Talent of… HERMAN SANDY                           | Bizet Music Group  |

### Monographies
- Marc Danval, Histoire du jazz en Belgique, Waterloo, Avant-Propos, 2014.
- Jean-Pol Schroeder, Bobby Jaspar : Itinéraires d’un jazzman européen (1926-1963), Sprimont, Mardaga, 1997.

### Article de dictionnaire
- Sacré, Robert, « Sandy, Herman », dans Marianne Klaric et Emile Henceval (éds.), Dictionnaire du Jazz à Bruxelles et en Wallonie, Liège, Mardaga, 1991, p. 261.

### Documents issus de lacollection Herman Sandy
- « Le Duc de Buckingham », dans Jazz, n. 8, Bruxelles, s.d., p. 16-17.
- Bettonville, Albert, « The Jumpin Jivers », dans Jazz, n. 4, Bruxelles, s.d., p. 14-15.
- Roland Durselen, « Portrait du mois : Herman Sandy », L’Actualité Musicale, Bruxelles, no 44,‎ 1947, p. 3, 15.
- Durselen, Roland, « Hot Club Magazine : Herman SANDY »,dans  Jazz Hot, n. 30, Paris, 1949, p. 33.
- Carlos de Radzitzky, « Panorama du Jazz en Belgique sous l’occupation », Jazz, Bruxelles, no 4,‎ s.d, p. 3-6, 17.
- Radzitsky, Carlos de, « Sandy’s a Solid Sender », dans, Johhny James, Philharmonic, n. 6, 1950, p. 168.
- Autres documents issus de la collection.